# Atoposmia maryae
Atoposmia maryae är en biart som först beskrevs av Michener 1949.  Atoposmia maryae ingår i släktet Atoposmia och familjen buksamlarbin. Inga underarter finns listade i Catalogue of Life.